# Bristol Fighter
Bristol Fighter je britský sportovní superautomobil, jehož výrobcem je automobilka Bristol Cars. Malosériová výroba vozu byla zahájena v roce 2004.
Karoserii kupé s dveřmi ve tvaru tzv. racčích křídel navrhl Max Boxstrom, který dříve pracoval v týmu Formule 1 Brabham. Její součinitel odporu cx činí 0.28.

## Specifikace
- Délka: 4420 mm
- šířka: 1795 mm
- Výška: 1345 mm
- Rozvor: 2750 mm
- Maximální rychlost: 338 km/h
- Objem nádrže: 105 l

## Foto
|  |  |